# Шиян Віталій Олександрович
Віта́лій Олекса́ндрович Шия́н — старший солдат Збройних сил України.

## Короткий життєпис
Закінчив Сосницьке ПТУ, пішов служити до лав ЗСУ, закінчив контракт на продовження служби в НГУ.
Старший солдат Національної гвардії України. Важкопоранений внаслідок вибуху гранати біля Верховної Ради 31 серпня 2015 року. Тоді загинули старший солдат Ігор Дебрін, солдати Олександр Костина, Дмитро Сластніков, смертельно поранений солдат Богдан Дацюк.
Лікувався в київському військовому госпіталі, двічі прооперований — видаляли осколки з кінцівок, в голові вирішили не чіпати, під ліве око вживили металічну пластину, на одне око зле бачить.

## Нагороди
За особисту мужність, сумлінне та бездоганне служіння Українському народові, зразкове виконання військового обов'язку відзначений — нагороджений
- 1 вересня 2015 року — орденом За мужність III ступеня.